# Рудаков, Александр Павлович (лейтенант)
Алекса́ндр Па́влович Рудако́в (1912—1979) — младший лейтенант Советской Армии, участник Великой Отечественной войны, Герой Советского Союза (1944).

## Биография
Александр Рудаков родился 6 октября 1912 года в городе Бугульма (ныне — Татарстан). После окончания семи классов школы работал помощником машиниста паровоза. В 1934—1936 годах проходил службу в Рабоче-крестьянской Красной Армии. В 1941 году Рудаков повторно был призван в армию. В 1942 году он окончил Чкаловское танковое училище. С августа того же года — на фронтах Великой Отечественной войны.
К октябрю 1943 года младший лейтенант Александр Рудаков командовал танком 142-го танкового батальона 95-й танковой бригады 9-го танкового корпуса 65-й армии Белорусского фронта. Отличился во время битвы за Днепр. В ночь с 19 на 20 октября 1943 года экипаж Рудакова переправился через Днепр в районе посёлка Лоев Гомельской области Белорусской ССР и принял активное участие в боях за захват и удержание плацдарма, освободив близлежащие населённые пункты Городок и Стародубка и отразив все немецкие контратаки. В тех боях Рудаковым было лично уничтожено несколько десятков солдат и офицеров противника.
Указом Президиума Верховного Совета СССР «О присвоении звания Героя Советского Союза генералам, офицерскому, сержантскому и рядовому составу Красной Армии» от 15 января 1944 года за «образцовое выполнение боевых заданий командования на фронте борьбы с немецкими захватчиками и проявленными при этом отвагу и геройство» младший лейтенант Александр Рудаков был удостоен высокого звания Героя Советского Союза с вручением ордена Ленина и медали «Золотая Звезда».
В 1946 году Рудаков был уволен в запас. Проживал и работал в Бугульме. Скончался 14 февраля 1979 года.
Был также награждён рядом медалей.
В честь Рудакова названа улица и установлен бюст в Бугульме.